# ایوان روندانینی
ایوان روندانینی (انگلیسی: Ivan Rondanini؛ زادهٔ ۱۰ آوریل ۱۹۹۵) بازیکن فوتبال است.
از باشگاه‌هایی که در آن بازی کرده‌است می‌توان به باشگاه فوتبال برشا و باشگاه فوتبال روبور سیه‌نا اشاره کرد.
وی همچنین در تیم‌های ملی فوتبال زیر ۱۶ سال ایتالیا و زیر ۱۷ سال ایتالیا بازی کرده‌است.